# Souls at Sea
Souls at Sea (br: Almas no Mar ou Navio Negreiro) é um filme estadunidense de 1937, dos gêneros ação e aventura, dirigido por Henry Hathaway e estrelado por Gary Cooper e George Raft.
Planejado para ser uma superprodução exclusiva de salas selecionadas, o filme sofreu vários cortes, inclusive uma sequência na corte da Rainha Vitória, o que resultou em um filme de aventuras marítimas comum. Raft somente aceitou ser o melhor amigo de Cooper depois que Lloyd Nolan e Anthony Quinn fizeram testes para o papel.
O filme recebeu três indicações ao Óscar.

## Produção
A gravação do final sofreu alguns atrasos, primeiro porque Harry Wilcoxon fazia outro filme no Egito e, depois, porque Gary Cooper precisou ser internado para uma cirurgia às pressas.

## Sinopse
Filadélfia, 1842. O abolicionista Nuggin Taylor e seu amigo Powdah são aliciados pelo serviço de inteligência britânico para se infiltrarem em um navio escravagista e, assim, acabar com o tráfico negreiro, proibido desde 1807. Na embarcação, Nuggin se envolve com a irmã do dono, o tenente Stanley Tarryton, com quem entra em conflito. O navio pega fogo, e Nuggin tem de escolher quais pessoas salvar no único bote existente. Essa escolha o levará a julgamento.

## Elenco
| Ator/Atriz         | Personagem                 |
| ------------------ | -------------------------- |
| Gary Cooper        | Michael 'Nuggin' Taylor    |
| George Raft        | Powdah                     |
| Frances Dee        | Margaret Tarryton          |
| Harry Carey        | Capitão do "William Brown" |
| Henry Wilcoxon     | Tenente Stanley Tarryton   |
| Olympe Bradna      | Babsie                     |
| Robert Cummings    | George Martin              |
| Porter Hall        | Promotor de Justiça        |
| George Zucco       | Barton Woodley             |
| Virginia Weidler   | Tina                       |
| Joseph Schildkraut | Gaston de Bastonet         |
| Gilbert Emery      | Capitão Martisel           |
| Lucien Littlefield | Pai de Tina                |
| Paul Fix           | Violinista                 |

## Principais prêmios e indicações
| Prêmio | Categorias                                                            | Resultado |
| ------ | --------------------------------------------------------------------- | --------- |
| Oscar  | Melhor Direção de Arte Melhor Trilha Sonora Melhor Diretor Assistente | Indicado  |